# Qin Jiushao
Qin Jiushao (c. trad. : 秦九韶 ; c. simpl. : 秦九劭 ; pinyin : Qín Jiǔshào ; Wade-Giles : Ch’in Chiu-Shao, v. 1202–1261) est un mathématicien chinois connu pour avoir publié, en 1247, le Shùshū Jiǔzhāng (« Traité mathématique en neuf sections »), inspiré de l'ouvrage Les Neuf Chapitres sur l'art mathématique. Il s'est également occupé de météorologie et de politique.

## Travaux

### Mathématiques
Son traité contient en particulier une version du théorème des restes chinois (dont la première écriture est attribuée à Sun Zi). Il donne même une méthode pour résoudre un système de congruences linéaires dans le cas où les moduli ne sont pas premiers entre eux deux à deux, ce qu'Euler ne fera pas. George Sarton le considère comme l'un des plus grands mathématiciens de tous les temps,.
Qin a enregistré la première explication de la façon dont les experts du calendrier chinois ont calculé des données astronomiques en fonction du moment du solstice d'hiver. Parmi ses réalisations figurent les techniques d'introduction permettant de résoudre certains types d'équations algébriques à l'aide d'un algorithme numérique (équivalent de la méthode de Ruffini-Horner au XIXe siècle) et de rechercher des sommes de séries arithmétiques. Il a également introduit l'utilisation du symbole zéro dans les mathématiques chinoises écrites.

### Météorologie
Les précipitations étant un phénomène météorologique important pour l'activité agricole et alimentaire, Qin Jiushao a mis au point des pluviomètres qui ont été largement utilisés pendant la dynastie des Song du Sud pour recueillir des données pluviométriques et ses variations régionales. Il publia plus tard l'application de mesures de précipitations dans son traité mathématique. Le livre discute également de ce qui est probablement la première utilisation de nivomètres, ici des barils en bambou, placés dans les cols et les régions montagneuses pour la mesure de la neige,.

## Politique
Après avoir terminé ses travaux sur les mathématiques, il s’est aventuré dans la politique. En tant que membre du gouvernement, il était vantard, corrompu et accusé de corruption et d'empoisonnement de ses ennemis. En conséquence, il a été relevé de ses fonctions à plusieurs reprises. Pourtant, malgré ces problèmes, il parvint à devenir très riche.